# اريك كالدر
اريك كالدر هو لاعب هوكي جليد كندي، ولد في 26 يوليو 1963.

## وصلات خارجية
- اريك كالدر على موقع دوري الهوكي الوطني (الإنجليزية)
- اريك كالدر على موقع EliteProspects.com (الإنجليزية)
- اريك كالدر على موقع Eurohockey.com (الإنجليزية)
- اريك كالدر على موقع HockeyDB.com (الإنجليزية)
- اريك كالدر على موقع Hockey-Reference.com (الإنجليزية)